# Berlinguer - La gran ambición
Berlinguer - La Gran Ambición es una película biográfica de 2024 dirigida por Andrea Segre, centrada en la figura del político italiano Enrico Berlinguer, secretario general del Partido Comunista Italiano. Ambientada en el periodo comprendido entre 1973 y 1978.

## Trama
El papel de Berlinguer es interpretado por Elio Germano, acompañado por Elena Radonicich, Paolo Pierobon y Roberto Citran en los papeles principales. La película es una coproducción entre Italia, Bélgica y Bulgaria.
Ambientada en el periodo comprendido entre 1973 y 1978, la cinta retrata acontecimientos decisivos de la vida política de Berlinguer, como el atentado que sufrió en Sofía (Bulgaria), el desarrollo del llamado  "compromiso histórico" con la Democracia Cristiana y el secuestro de Aldo Moro.

## Distribución
La gran ambición fue seleccionada como la película de apertura del Festival Internacional de Cine de Roma el 16 de octubre de 2024, donde recibió una ovación prolongada y generó un amplio debate mediático sobre el legado de Berlinguer. Posteriormente, se estrenó en salas comerciales italianas el 31 de octubre de 2024, distribuida por Lucky Red.
En 2025 se lanzó en plataformas de streaming en varios países europeos, incluyendo Filmin (España), y está previsto su estreno en América Latina a través de Netflix y otras plataforma 